# ポドゥ・イロアイェイの戦い
ポドゥ・イロアイェイの戦い(英語: Battle of Podu Iloaiei)とは、第二次世界大戦中、ドイツ・ルーマニアとソ連との間で起こった第一次ヤッシー＝キシニョフ攻防戦の戦いである。この戦いは第一次トゥルグ・フルモス攻防戦で敗北したソ連が引き起こした。1日で終結した戦いのほとんどがスコブルツェニ(Scobalteni)付近での戦車戦であり、戦いの後、ドイツ軍およびルーマニア軍はソ連軍を退却させることに成功した。

## 余波
戦いが起こった地域はしばらくの間枢軸国陣営の手の中にあったが、数か月後の1944年8月20日に起こったヤッシー＝キシニョフ攻勢においてソ連軍の手に落ちた。